# Konnäbbad fink
Konnäbbad fink (Xestospiza conica) är en förhistorisk utdöd fågel i familjen finkar inom ordningen tättingar som tidigare förekom i Hawaiiöarna. Den var troligen insektsätande och levde på ön Kauai.

## Familjetillhörighet
Arten tillhör en grupp med fåglar som kallas hawaiifinkar. Länge behandlades de som en egen familj. Genetiska studier visar dock att de trots ibland mycket avvikande utseende är en del av familjen finkar, närmast släkt med rosenfinkarna. Arternas ibland avvikande morfologi är en anpassning till olika ekologiska nischer i Hawaiiöarna, där andra småfåglar i stort sett saknas helt.